# South Henderson
South Henderson è un census-designated place (CDP) degli Stati Uniti d'America della contea di Vance nello Stato della Carolina del Nord. La popolazione era di 1.213 abitanti al censimento del 2010.

## Geografia fisica
Secondo lo United States Census Bureau, ha un'area totale di 1,9 mi² (4,92 km²).

## Società

### Evoluzione demografica
Secondo il censimento del 2010, la popolazione era di 1.213 abitanti.

### Etnie e minoranze straniere
Secondo il censimento del 2010, la composizione etnica del CDP era formata dal 33,88% di bianchi, il 49,88% di afroamericani, lo 0,16% di nativi americani, lo 0% di oceanici, il 13,77% di altre razze, e l'1,98% di due o più etnie. Ispanici o latinos di qualunque razza erano il 18,22% della popolazione.